# جواز سفر أوسيتيا الجنوبية
تصدر جوازات سفر أوسيتيا الجنوبية لسكان أوسيتيا الجنوبية (يعدّ إقليم متنازع عليه في القوقاز) لغرض السفر الدولي ولغرض تحديد الهوية القانونية في أوسيتيا الجنوبية. صدر الجواز لأول مرة في 15 أغسطس عام 2006. يتم الاعتراف بأوسيتيا الجنوبية فقط من قبل روسيا وفنزويلا ونيكاراغوا، وناورو، وكثير من أهل أوسيتيا الجنوبية يحملون أيضا جوازات سفر روسية، والتي هي أكثر فعالية للسفر الدولي.